# Stumm-Kirche

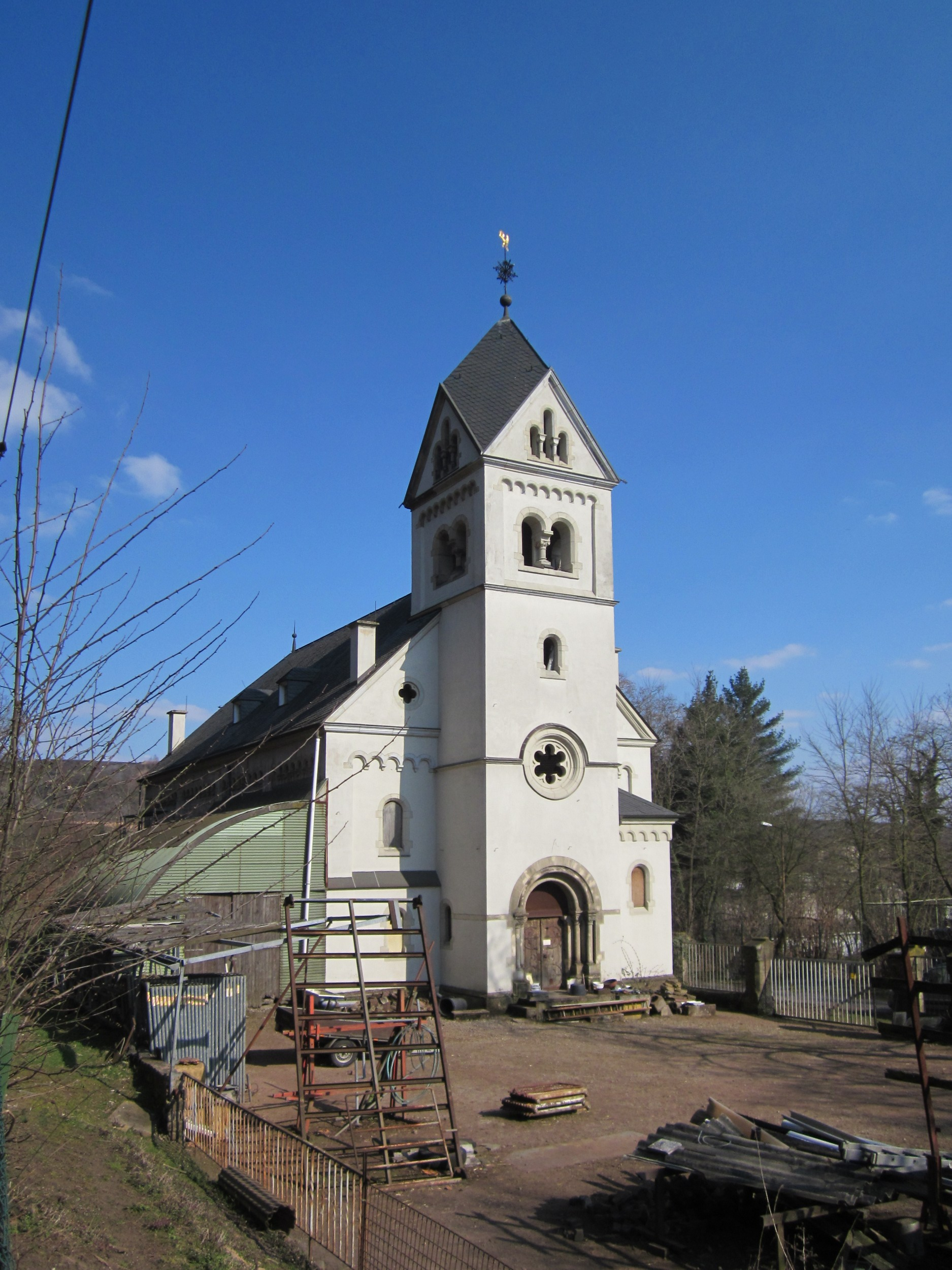
Neoromanische Stumm-Kirche

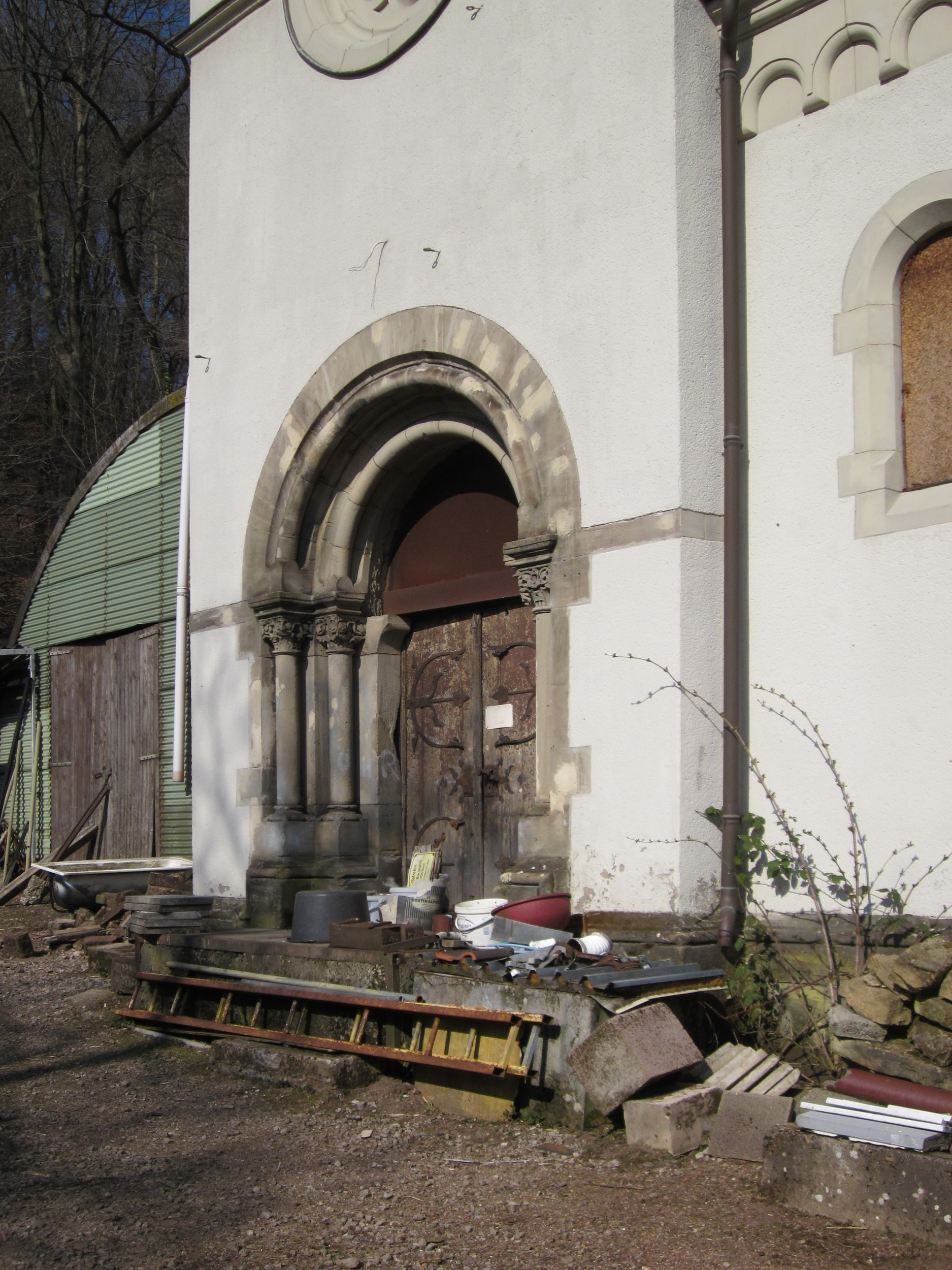
Stumm-Kirche, neoromanisches Eingangsportal. Die ursprünglich hier zu lesende Inschrift lautete: „Siehe, das ist Gottes Lamm, welches der Welt Sünde trägt.“ Das Seitenportal, das als Privatzugang der Familie Stumm diente, ist mit dem Familienwappen und der Einweihejahreszahl „1882“ geschmückt.

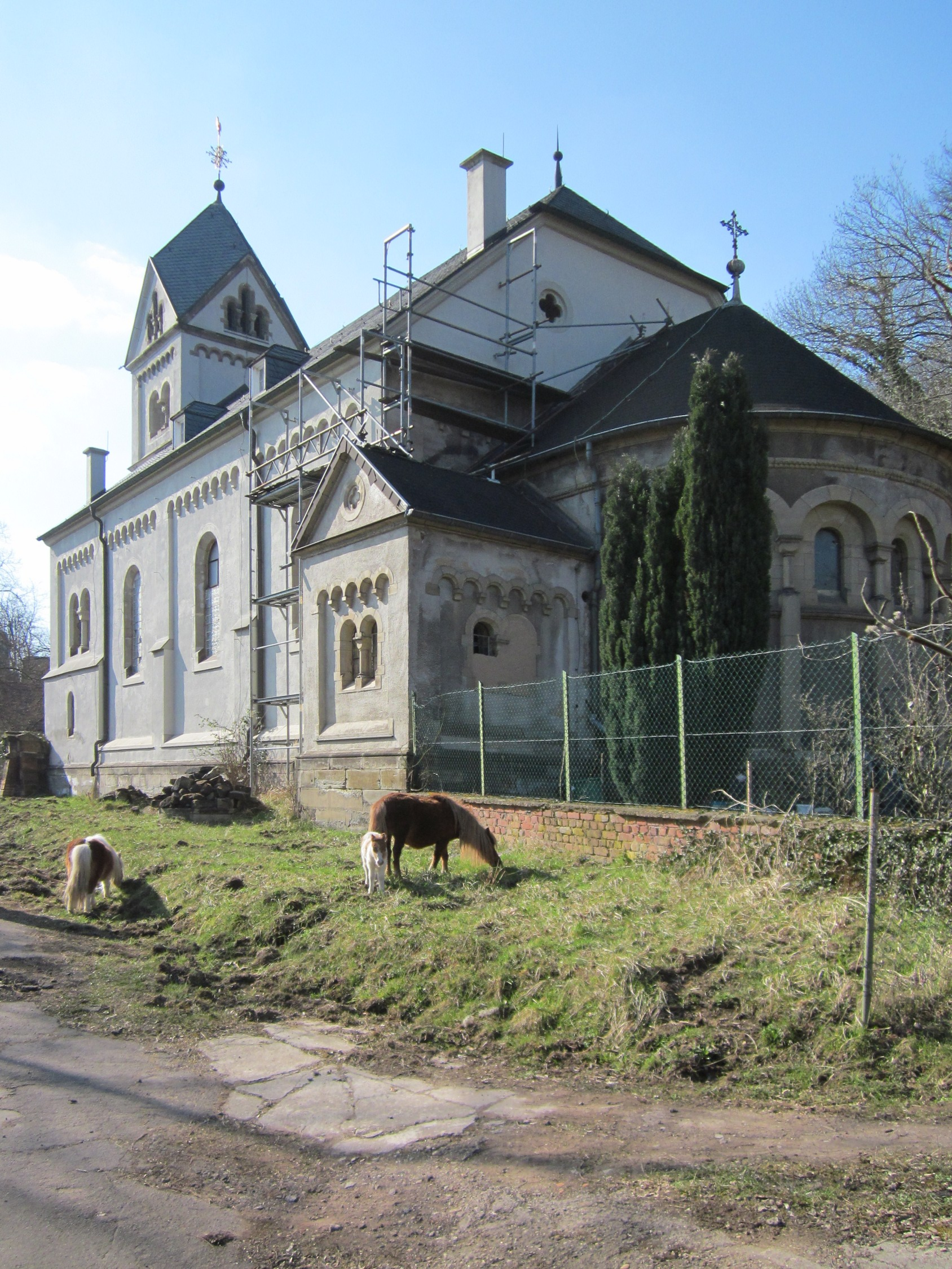
Stumm-Kirche, Ansicht der Apsis, der Sakristei und des Langhauses

Die Stumm-Kirche (auch: Stummsche Kirche oder Alte Kirche) ist eine ehemalige evangelische Kirche im Saarbrücker Stadtteil Brebach-Fechingen. Sie ist benannt nach der Industriellenfamilie Stumm, die die Kirche erbauen ließ. Das Gebäude ist als Einzeldenkmal im Denkmalensemble Stummstraße denkmalgeschützt. Das ehemalige Sakralgebäude wird heute landwirtschaftlich genutzt.

## Geschichte
Die Kirche wurde in den Jahren 1880 bis 1882 nach einem Entwurf des Hannoveraner Architekten Ferdinand Schorbach (1846–1912) realisiert und am 18. Juni 1882 eingeweiht. Bauherr war Carl Ferdinand von Stumm-Halberg, der die Kirche für seine Familie und die evangelischen Arbeiter der Halbergerhütte erbauen ließ. Diese waren zum Kirchenbesuch verpflichtet. Eigens für die Familie Stumm wurde der Nordeingang angelegt, da die durch Kaiser Friedrich III. im Jahr 1888 geadelte (Freiherrn) Familie zum sonntäglichen Gottesdienst mit der Kutsche von Schloss Halberg kam, an dessen Planung Schorbach ebenfalls mitgewirkt hatte. Im Gegenzug zur Unterstützung der Gemeinde durften die Stumms den ersten Pfarrer auswählen.
Nach dem Vorbild der Stumm-Kirche ließ Carl Ferdinand von Stumm-Halberg durch Architekt Schorbach in den Jahren 1884–1885 die ebenfalls neoromanische Neunkircher Marienkirche errichten.
Im Ersten Weltkrieg spendete die Witwe Stumms gegen den Willen der Gemeinde, die eine Glocke behalten wollte, beide Glocken der Kirche für die Rüstungsindustrie. Im Jahr 1936 schenkten die Gebrüder Braun von Stumm die Kirche schließlich der Gemeinde.
Nach den Zerstörungen des Zweiten Weltkriegs wurde die Kirche von 1945 bis 1948 umfangreich restauriert. Im Jahr 1970 fusionierten die beiden evangelischen Gemeinden von Brebach und Fechingen und errichteten in der Brebacher Jakobstraße ein neues, zentral gelegenes Gemeindezentrum. Ab den Jahren 1972/1973 fand die Gemeinde schließlich keine Verwendung mehr für den Bau. Die Kirche wurde entwidmet und an Philipp Huth verkauft. In den folgenden Jahren wurde sie vor allem als Schafstall und als Lagerhalle genutzt. Durch Umbauten wurde die Bausubstanz im Innenraum stark in Mitleidenschaft gezogen. Die bis dahin vollständig erhaltene Ausstattung ging verloren. Nachdem die Kirche zusehends verfiel, wurde im Jahr 1996 das Dach notsaniert und schließlich im Jahr 2001 durch das Landeskonservatoramt komplett saniert. Teilweise wurden zugemauerte Fenster wieder geöffnet. Der neu angebrachte Verputz entspricht allerdings nicht der Struktur des ursprünglichen.
Ende der 1990er Jahre aufgekommene Umnutzungspläne (Musikhochschule Saar, Saarländischer Rundfunk) wurden nicht realisiert.

## Architektur

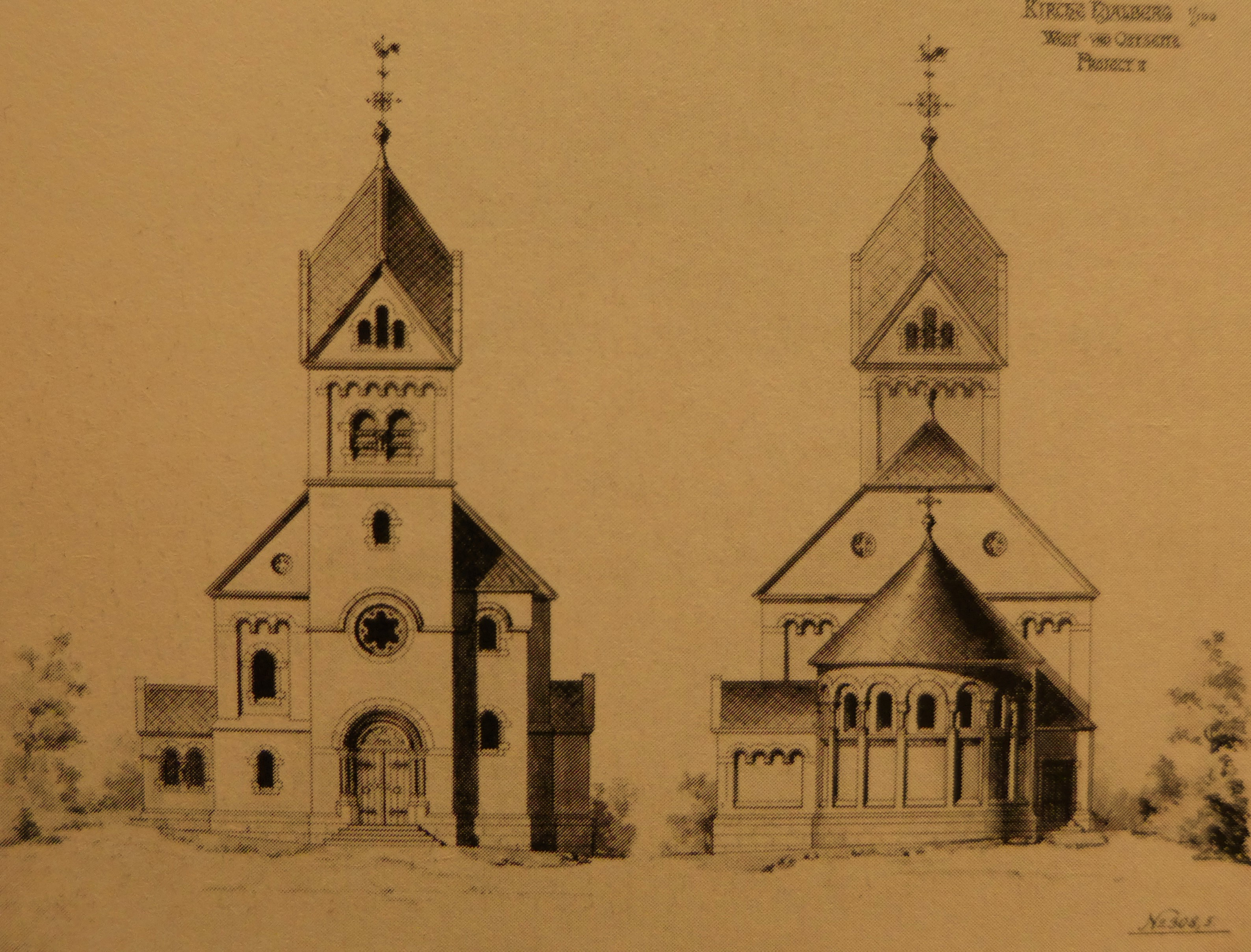
Front und Apsis
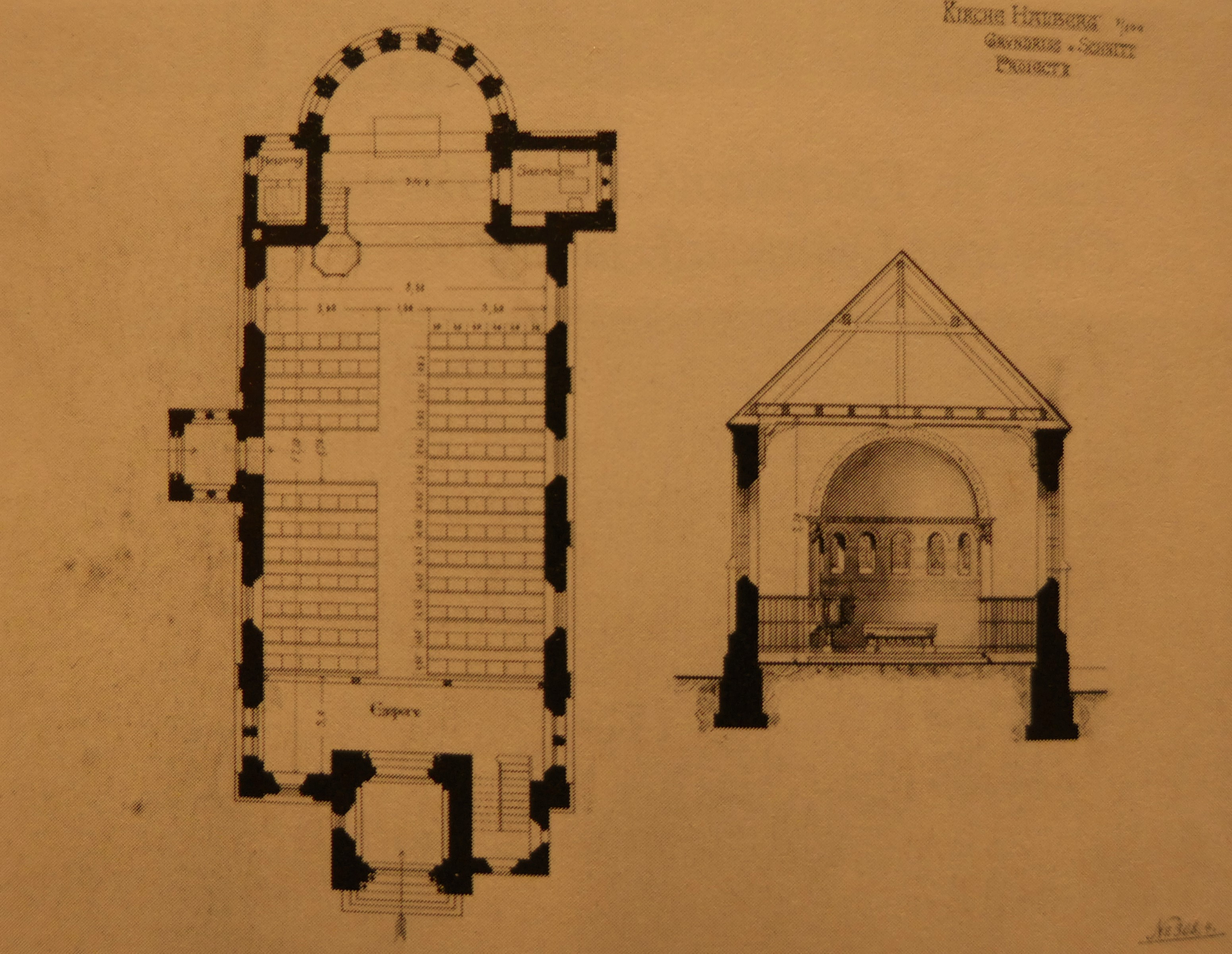
Grundriss und Apsis (innen)
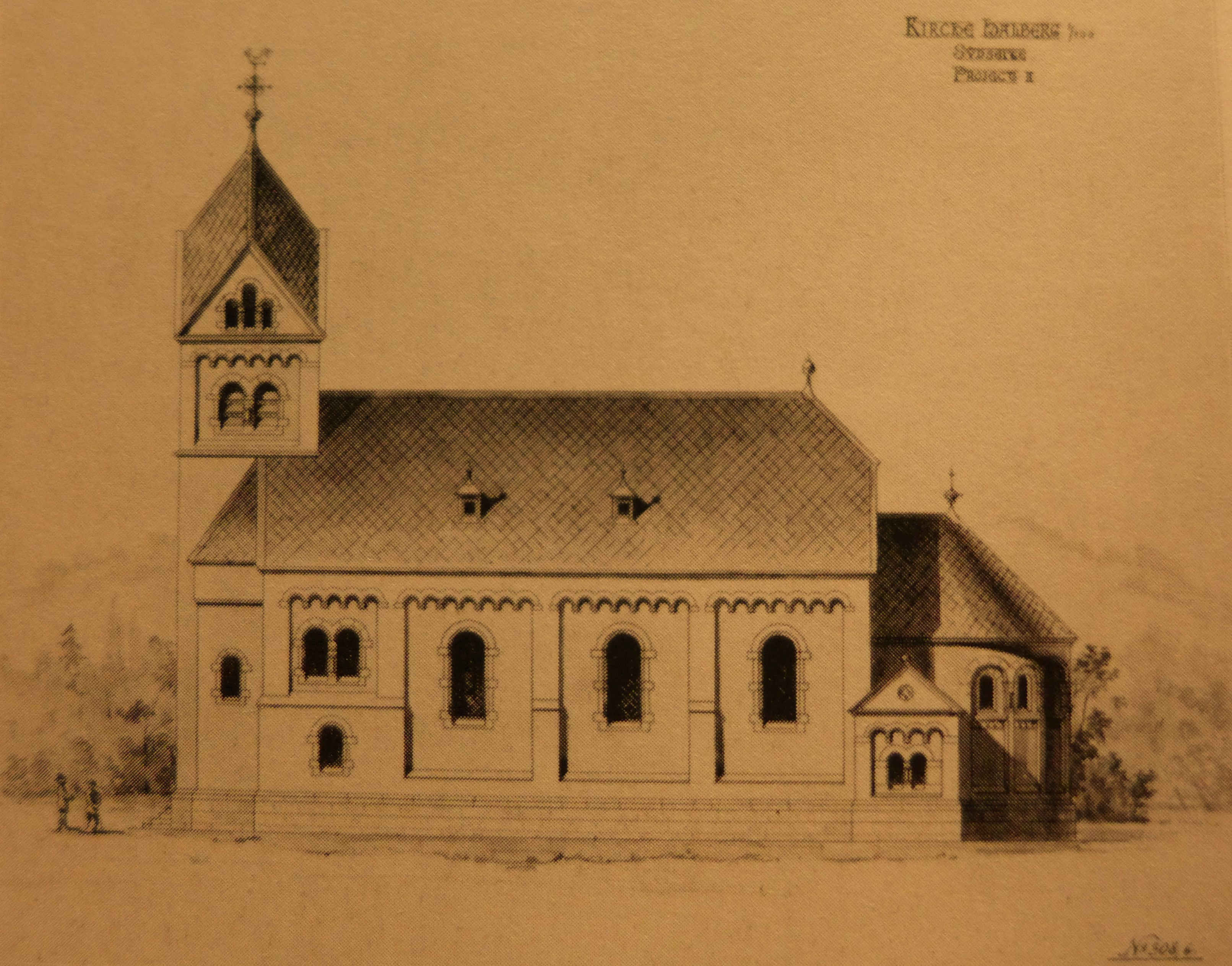
Seitenfassade

Architekt Ferdinand Schorbach legte dem Bauherrn Carl Ferdinand Stumm für den Bau der Kirche zwei Entwürfe vor, einen im Stil der Gotik und einen im Stil der rheinischen Romanik. Stumm entschied sich schließlich für die Ausführung des romanischen Entwurfes, obwohl der neogotische Kirchenentwurf der Gestaltung seines neogotischen Schlossbaues auf dem Halberg mehr entsprochen hätte. Darüber hinaus hätte die flache neogotische Chorlösung dem evangelischen Kultus mehr entsprochen als die schließlich ausgeführte „mittelalterlich-katholisch“ wirkende, halbrunde chorbetonte Apsislösung des neoromanischen Entwurfes.
Beide Entwürfe sahen einen vierachsigen Saal mit Westempore, einen leicht eingezogenen, mittig angeordneten Westturm sowie ein Nordseitenportal vor. Variationen gab es je nach Stil bei den Emporenaufgängen, dem Chorbereich, der Deckenlösung und den Nebenräumen (Sakristei und Heizungsraum). Der neogotische Entwurf sah hinsichtlich des Chorbereiches einen unmittelbar an das Schiff anschließenden Rechteckchor vor, bei dem die Nebenräume außen zu einem flachen Schluss zusammengefasst worden wären. Die Nebengebäude hätten über die Schiffswände ausgeladen. Der Emporenaufgang war als kleiner Anbau in der Art eines Querschiffes im Südwesten geplant. Weitere Unterschiede zwischen dem gotischen und dem romanischen Entwurf waren hinsichtlich der Wandgliederung gotische Spitzbögen statt romanischer Rundbögen und gotische Strebepfeiler und Fialen statt Lisenen und Rundbogenfriesen. Der neogotische Bau sollte einen oktogonalen Knickhelm, der neoromanische Bau einen Rhombenhelm erhalten. Bei dem neogotischen Entwurf wäre das Satteldach in strebepfeilerartigen Verstärkungen geendet.
Die schließlich ausgeführte Kirche entstand als vierachsiger Rechtecksaal mit flacher Holzdecke inmitten eines ehemaligen Friedhofs in der Stummstraße im Stil der rheinischen Neuromanik. Die Fassade wird stark durch Lisenen und Bogenfriese gegliedert. Die sieben Rundbogenfenster der halbrunden Apsis werden außen durch Rundbögen umfasst. Die Apsis ist außen durch mehrfach abgetreppte Sockel, Lisenen, Säulchen, Rundbogenstellungen und Gesimse reich gestaltet. Im Inneren wird die Apsis durch ein eingezogenes Vorchorjoch vergrößert, was auch die Längsachse der Kirche stärker betont. Kirchenschiff und Turmobergeschoss sind außen hinsichtlich der Wandgliederung in Binnenwandstücke und Rahmensystem gegliedert. Das Rahmensystem besteht aus Sockel, Lisenen und Rundbogenfries. Die Rundbogenfenster und die Zwillingsfenster sind durch Gewändesteine eingefasst, die sich mit der verputzten Wandfläche verzahnen.
Das Kirchenschiff ist auf der Apsisseite mit einem Krüppelwalmdach überdacht, das eher den Stilformen des ländlichen Barock als dem der Romanik entspricht.
Das Giebelfeld des Nordeingangs, der der Familie Stumm vorbehalten war, ziert das Stummsche Familienwappen mit dem Datum des Einweihungsjahres der Kirche. Als Haupteingang dient ein Stufenportal in dem der Saalkirche vorgelagerten Turm, über dem ein Sechspass als Verzierung eingebracht wurde.

## Ausstattung
Der Grafiker und Kunstmaler Erich Buschle aus Saarbrücken gestaltete im Jahr 1954 ein Rundfenster mit den vier Evangelisten-Symbolen, sowie sechs Halbkreisfenster, sieben Fenster mit den zwölf Aposteln und Christus, die heute im evangelischen Kirchenzentrum Brebach-Fechingen ausgestellt sind. Zur sakralen Kunst im Inneren gehörte ein Altarkreuz mit Korpus aus dem Jahr 1882. Das Kreuz wurde aus dem Holz eines Zedernbaumes aus dem Garten Gethsemane gefertigt, das der Freiherr von Stumm von einer Palästina-Reise mitgebracht hatte. Der Korpus war eine Sonderanfertigung der Halbergerhütte.
Ein Mosaik über dem Seitenportal an der Nordseite zeigt Christus flankiert von zwei Engeln.